# Giardino di Ninfa
Il giardino di Ninfa è un monumento naturale della Repubblica Italiana situato nel territorio del comune di Cisterna di Latina, al confine con Norma e Sermoneta. Si tratta di un tipico giardino all'inglese, iniziato da Gelasio Caetani nel 1921, nell'area della scomparsa cittadina medioevale di Ninfa, di cui oggi rimangono soltanto diversi ruderi, alcuni dei quali restaurati durante la creazione del giardino.

## Storia
(Ferdinand Gregorovius, Passeggiate romane)

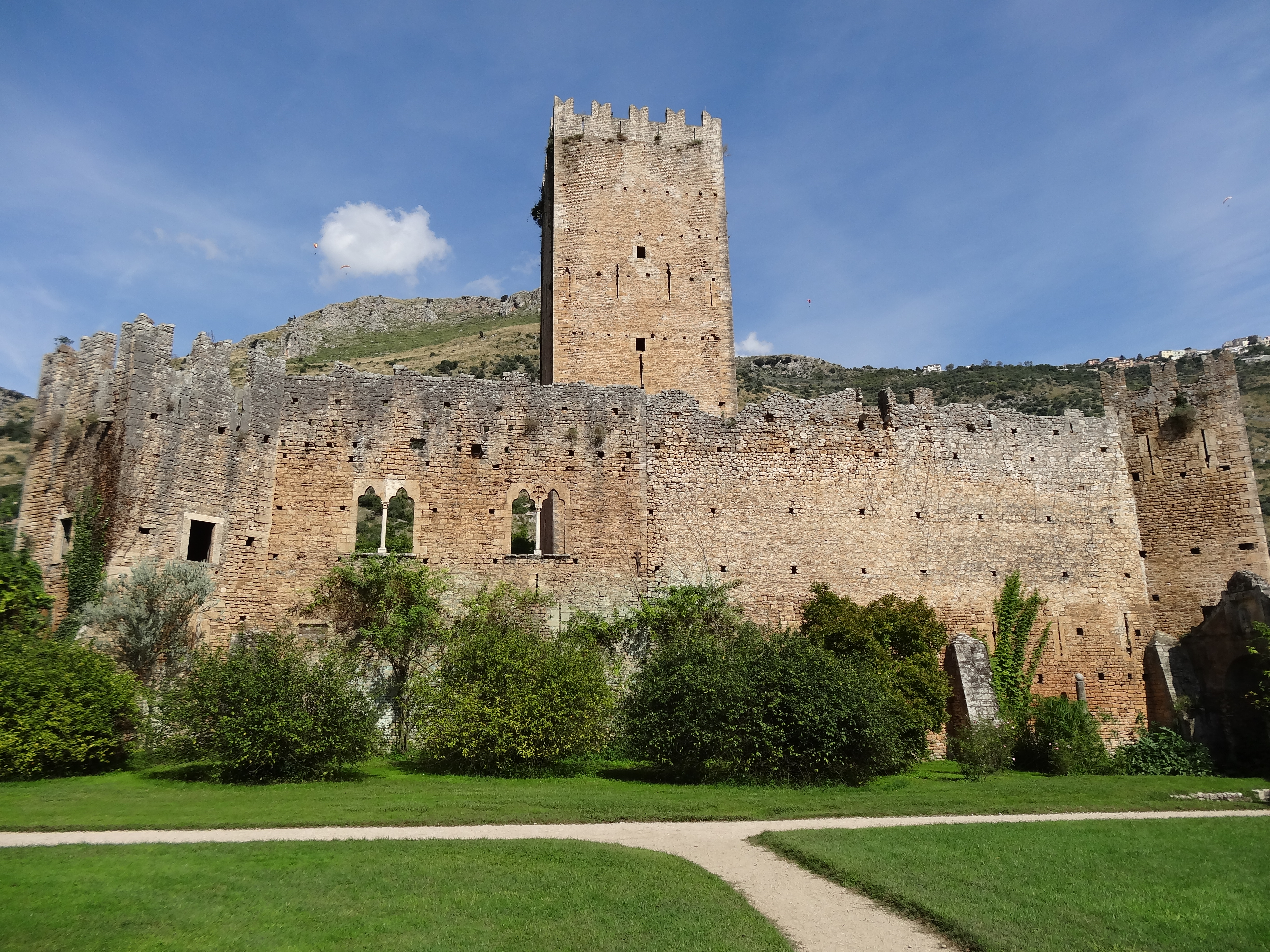
Castello con la torre

Il paese di Ninfa, il cui nome sembra derivare da un tempio di età classica dedicato alle ninfe, presente su un isolotto del piccolo lago, doveva esistere già durante l'epoca romana, ma si trattava di un piccolo centro agricolo. Durante la metà dell'VIII secolo papa Zaccaria ebbe in dono da Costantino V Copronimo, in segno di riconoscenza per aver contrastato l'avanzata dei Longobardi intercedendo presso il re Liutprando, vaste zone agricole nei pressi di Norma, dove era presente una tenuta di campagna. In questo periodo la via Appia e la via Severiana divennero impraticabili per via dell'avanzamento della palude e ciò comportò lo spostamento dei traffici commerciali sulla via pedemontana che transitava nei pressi di Ninfa: l'imposizione di un pedaggio a chiunque volesse utilizzare la strada si rivelò essere una fonte di ricchezza e ben presto Ninfa divenne un piccolo centro urbano, con numerose case e chiese.
Tra il X e l'XI secolo nonostante i territori appartenessero allo Stato Pontificio, i veri dominatori della zona furono i conti di Tuscolo; all'inizio del XII secolo papa Pasquale II ottenne nuovamente il controllo di Ninfa: nel 1116 attraverso il Pactum Ninfensium il borgo fu affidato agli stessi abitanti, in cambio di fedeltà alla chiesa, alcuni obblighi economici e l'ordine di abbattere le mura difensive. In seguito Ninfa fu ceduta alla famiglia dei Frangipane: nel 1159, alla morte di Adriano IV, vennero eletti due papi, Rolando Bandinelli, col nome di Alessandro III, sostenuto dai Frangipane, e Ottaviano de' Monticelli, col nome di Vittore IV, sostenuto da Federico Barbarossa. Alessandro III fu immediatamente fatto prigioniero dal rivale e liberato da Oddone Frangipane che gli offrì rifugio a Ninfa, dove nella chiesa principale, quella di Santa Maria Maggiore, il 20 settembre, fu eletto papa: nel 1171 Federico Barbarossa si vendicava prima saccheggiando e poi incendiando la città. Il tramonto dell'epoca dei Frangipane fu alla fine del XII secolo, quando sommersi dai debiti vendettero la maggior parte delle loro proprietà: unico lato positivo del loro governo fu la costruzione della prima parte del castello e delle mura difensive. Durante il XIII secolo Ninfa venne amministrata da Giacomo Conti, così come dimostrato in un giuramento di fedeltà risalente al 1215, e dai suoi discendenti; tuttavia alla fine del secolo la cittadina visse una fase convulsa che portò probabilmente al potere prima gli Annibaldi e poi i Colonna, che presero possesso della città il 30 aprile 1293.

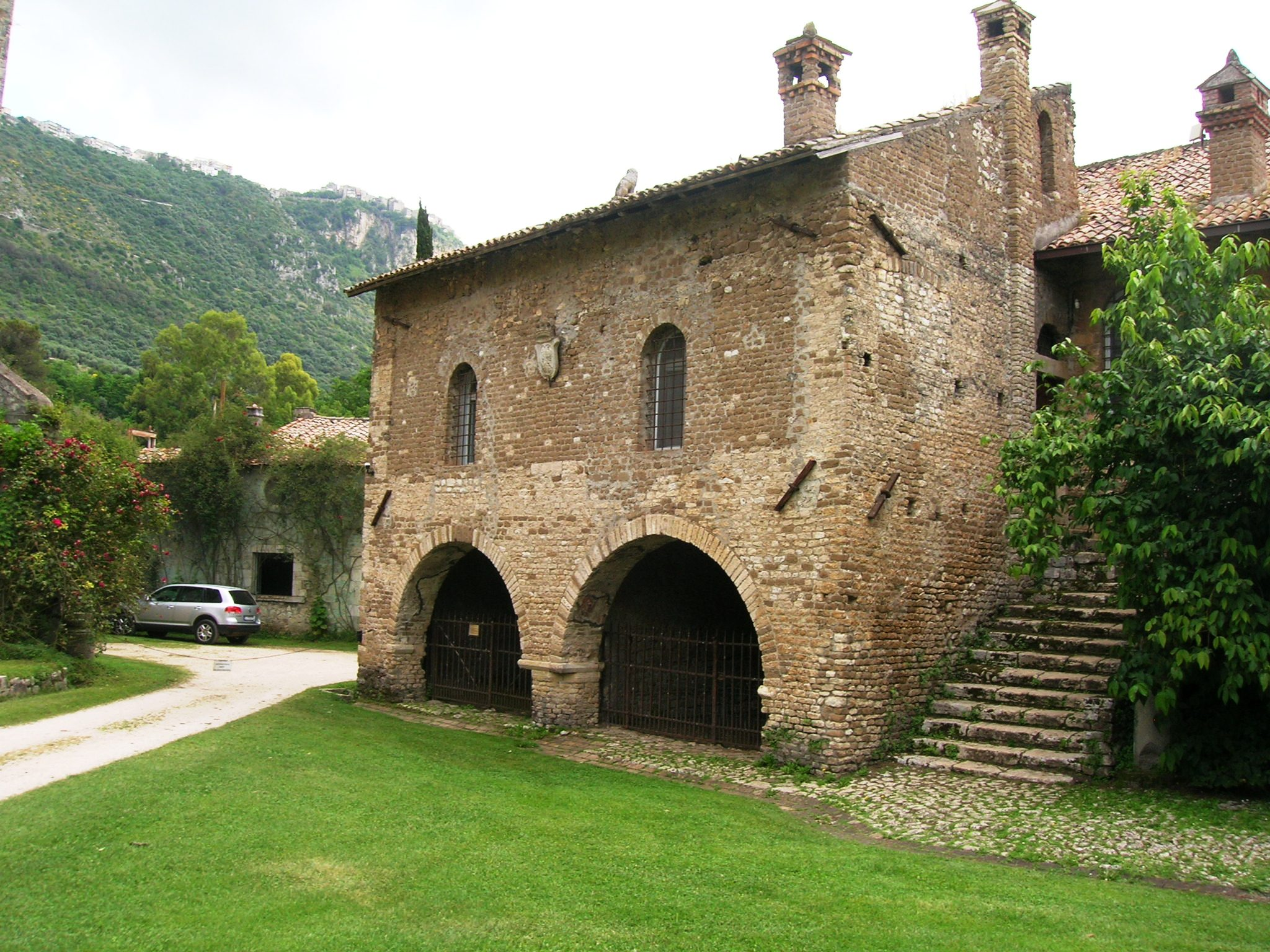
Il municipio

Con la salita al soglio pontificio di Bonifacio VIII la famiglia dei Colonna fu scomunicata e tutti i beni confiscati: nel 1297 Pietro Caetani acquistò Ninfa per 200.000 fiorini d'oro, anche se la sua investitura ufficiale a capo del feudo avverrà solamente il 10 ottobre del 1300. Fu questo per Ninfa un periodo di grande prosperità: le mura vennero rinforzate, il castello fu ampliato e fu costruita una torre, fu eretto un muro di contenimento per le acque della vicina sorgente in modo tale da ampliare il piccolo lago già esistente, fu ampliato il palazzo comunale e costruiti nuovi mulini e due ospedali chiamati di San Matteo e Le Mancinule; erano inoltre presenti un gran numero di chiese sia dentro che fuori le mura e tantissime botteghe sia artigiane che commerciali. Fu in questo periodo che si ebbero alcuni interventi per il risanamento della palude circostante. Alla morte di Bonifacio VIII le famiglie nemiche dei Caetani rivendicarono i territori precedentemente usurpati: gli Annibaldi saccheggiarono Ninfa e per mantenerla in loro possesso chiesero l'aiuto dell'esercito da Roma anche se cambiamenti della situazione politica, nel 1314, permisero ai Caetani di riappropriarsi del borgo. Nel 1317 il territorio fu assegnato a Benedetto III, conte palatino, e nel 1355 a suo nipote Giovanni: la famiglia tuttavia per problemi economici, che si estinguerà nel XVI secolo, dovette vendere i suoi territori.
Nel 1369 Ninfa venne acquistata dai Caetani di Fondi, capeggiati da Onorato I, che saldò i debiti accumulati dai suoi predecessori e restaurò la cinta muraria. Il papa avignonese Clemente VII, alleato di Onorato, gli confermò la carica di rettore della zona, dichiarando i Palatini estromessi da tutti i diritti: questo fece scattare da parte del papa di Roma Urbano VI la scomunica a Onorato, privandolo di tutti i diritti provocando una violenta lotta che sfocia nel 1380 con un assedio a Ninfa, la quale venne saccheggiata e nel 1381 completamente distrutta dalle città vicine a colpi di piccone. Dopo questo episodio Ninfa non venne più ricostruita: resistettero poche capanne di contadini che lavoravano le campagne circostanti, anche se l'avanzamento della palude e la malaria costrinsero i pochi residenti a lasciare la zona.

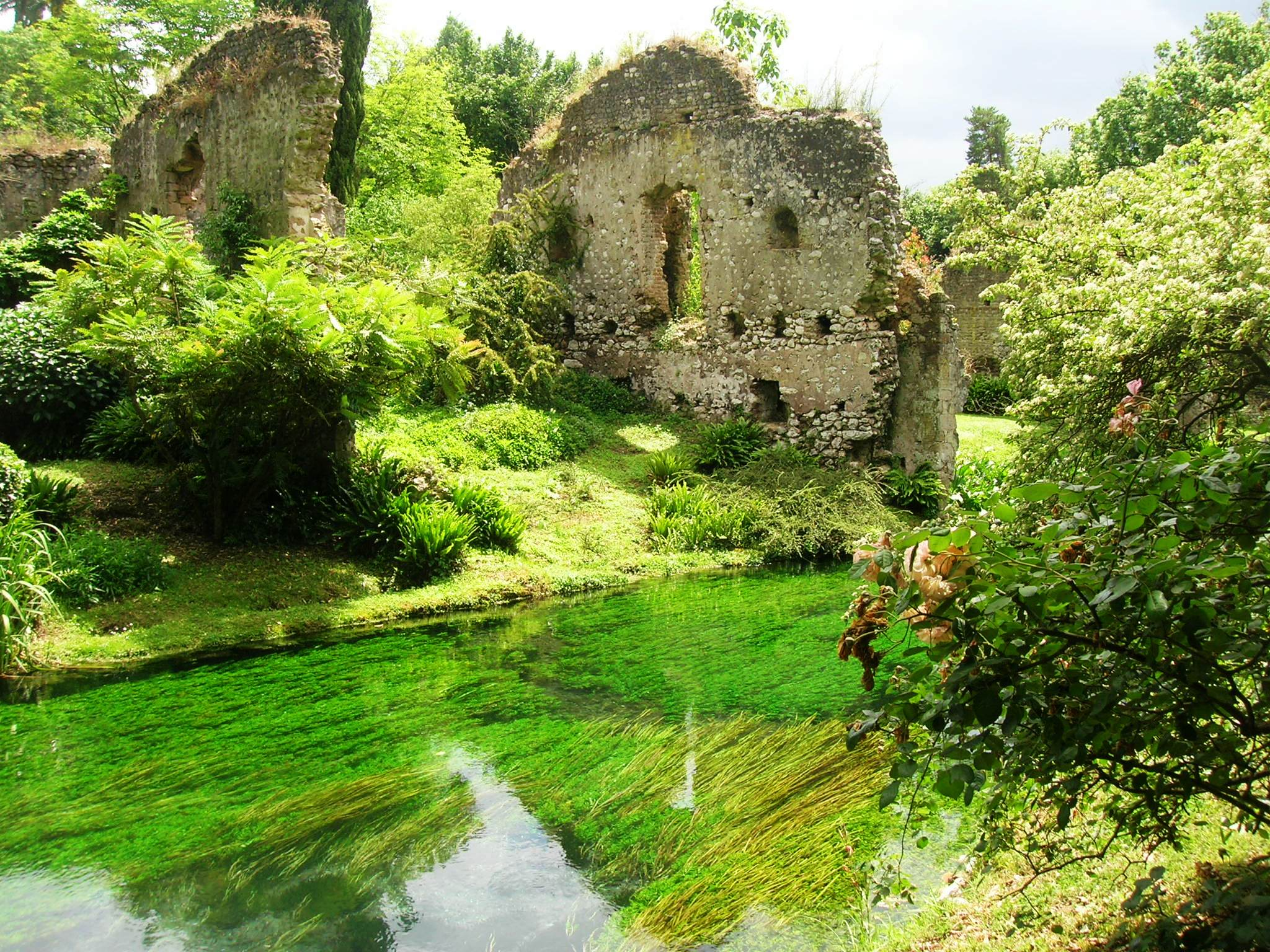
Rovine sul fiume Ninfa

Nel 1471 i Caetani aprirono a Ninfa una ferreria i cui lavori erano iniziati nel 1457 e dopo solo qualche anno di attività fu chiusa. Nello stesso periodo il castello venne utilizzato come prigione: nel 1447 viene ricordato l'episodio dell'eccidio di Ninfa, quando uno dei prigionieri rinchiusi nella torre uccise un carceriere e per punizione Onorato III lanciò dalla torre tutti i reclusi tra cui un diacono, evento ritenuto inammissibile dalla Chiesa. Onorato, per evitare la scomunica, che prevedeva anche la confisca di tutti i feudi, dovette farsi pubblicamente frustare.
Nel XVI secolo il cardinale Nicolò III Caetani diede ordine all'architetto Francesco Capriani di costruire un giardino nell'area di Ninfa, costituito semplicemente da due viali ad angolo retto e da due nicchie dalle quali fuoriusciva acqua che poi si riversava nel fiume per l'allevamento di trote: questo giardino cadde in rovina poco dopo la morte del cardinale nel 1585. Nel XVIII secolo di Ninfa non rimaneva più alcuna traccia dopo che anche l'ultimo mulino e la gualchiera chiusero. Nel 1765 il municipio venne trasformato in granaio dal duca Francesco V e nello stesso periodo papa Pio VI avviò una bonifica delle paludi ma il tutto si concluse in un nulla di fatto.

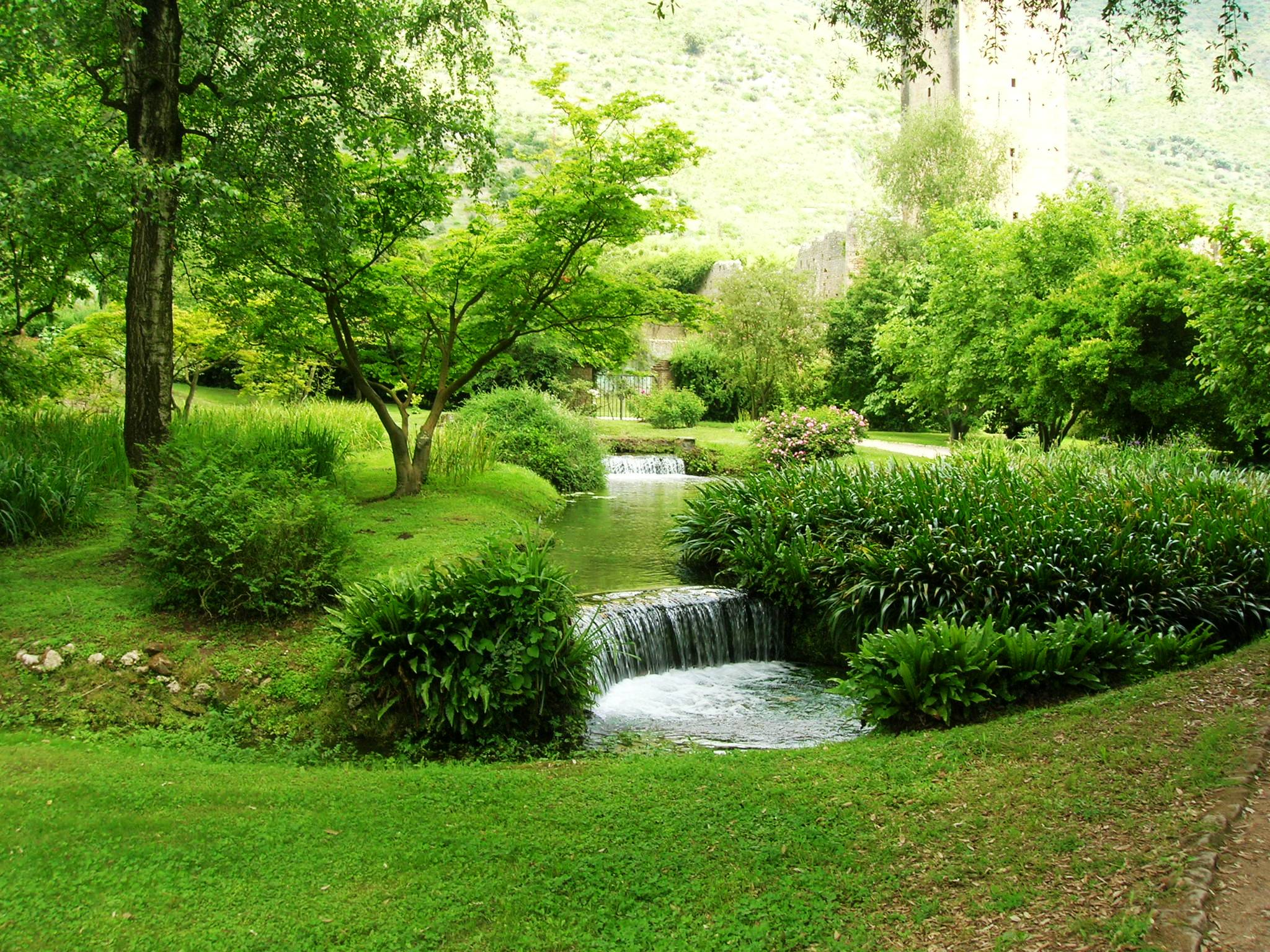
I ruscelli d'irrigazione costruiti a inizio Novecento

Fu solamente nel 1921 che Gelasio Caetani iniziò la bonifica della zona ed il restauro di alcuni ruderi di Ninfa, in particolar modo della torre e del municipio, per farne una residenza estiva; contemporaneamente, sotto la guida della madre Ada Wilbraham, che aveva già realizzato un orto botanico a Fogliano, iniziò a piantare diverse specie botaniche che portava dai suoi viaggi all'estero e che ben si sviluppavano a Ninfa per via del clima favorevole, molto umido, regalato dal fiume Ninfa e dalla rupe di Norma che bloccava il passaggio delle nubi più basse provocando frequenti piogge. I lavori per l'allestimento del giardino furono proseguiti poi da Roffredo Caetani, dalla moglie Marguerite Chapin e dalla figlia Lelia Caetani: furono proprio le due donne e soprattutto Lelia, durante gli anni trenta, a dare al giardino una struttura all'inglese. Ninfa ospitò diverse personalità di spicco del '900 come il poeta Gabriele D'Annunzio o lo scrittore Boris Pasternak, autore de Il dottor Živago o, nel 1935, Benito Mussolini in visita all'agro pontino. Lelia Caetani, senza eredi, fu l'ultima rappresentante della famiglia Caetani, che dopo oltre settecento anni estingueva il suo casato: la donna però, prima della sua morte, avvenuta nel 1977, diede vita ad una fondazione, chiamata Roffredo Caetani di Sermoneta, al quale intestò oltre al castello di Sermoneta anche il giardino ed è ancora tale fondazione che oggi si occupa del parco. Intorno al giardino a partire dal 1976 è stata istituita un'oasi del WWF a sostegno della flora e della fauna del luogo, che la bonifica della palude aveva portato alla scomparsa.
Nel 2000 tutta l'area di Ninfa è stata dichiarata monumento naturalistico ed il giardino è stato considerato dal The New York Times, come il più bello al mondo. Aperto solo in alcuni periodi, il giardino viene visitato da circa settantamila turisti all'anno.

## Ruderi

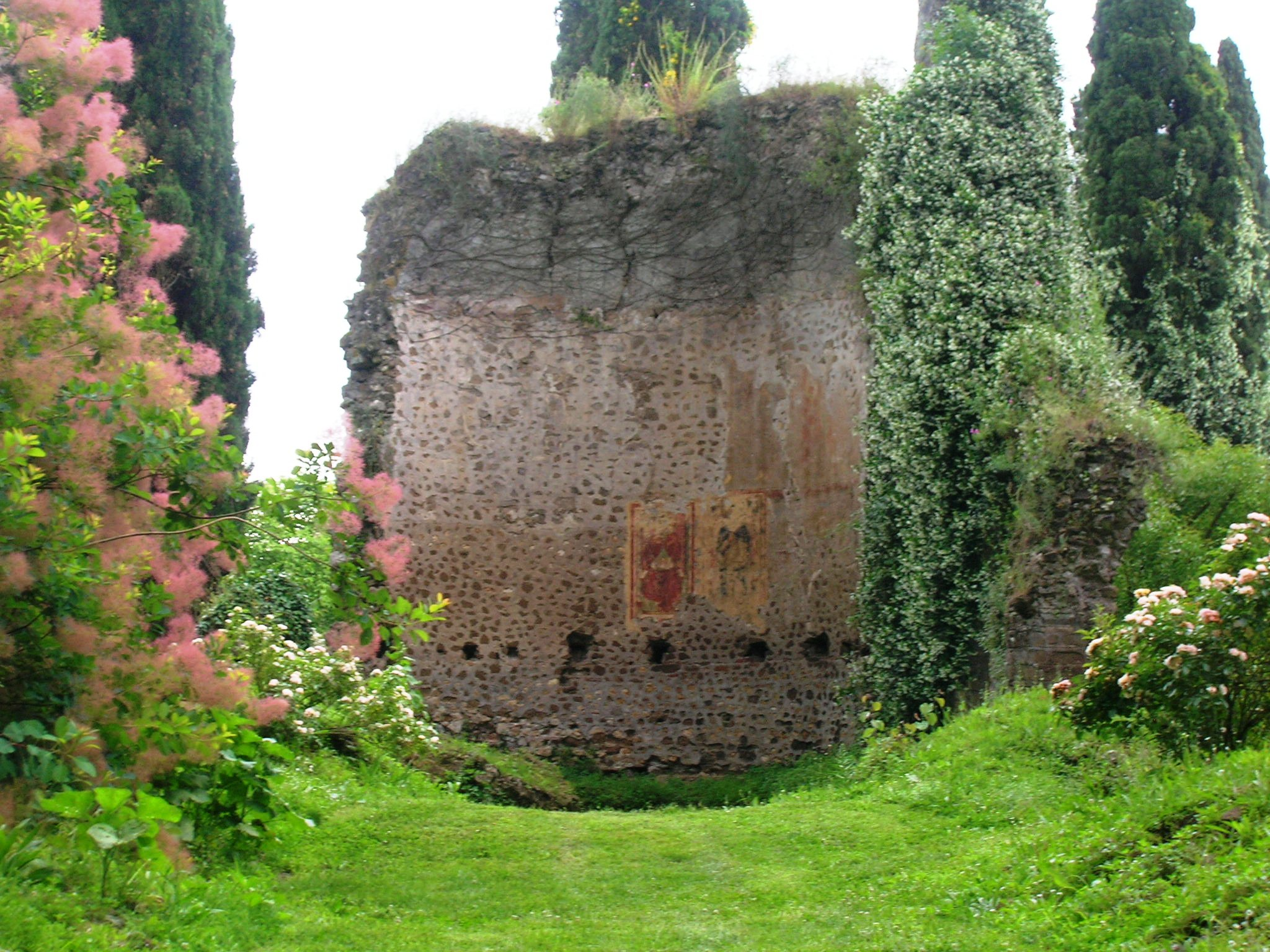
Abside con affreschi della chiesa di Santa Maria Maggiore

Durante il periodo di massimo splendore, nel XIV secolo, Ninfa era una città ricca di case, oltre centocinquanta, munite di solaio e granaio, chiese, circa quattordici considerando quelle presenti sia all'interno che all'esterno delle mura e poi strade, mulini, ponti, due ospedali, un castello e un municipio. La città era difesa da una cinta muraria della lunghezza di circa 1 400 metri intervallata da almeno undici torri, anche se probabilmente erano molte di più.
Il castello si trova nei pressi del lago, fuori dalle mura e fu costruito a partire dal XII secolo e ampliato dal 1308 da Pietro Caetani; dopo la caduta di Ninfa il castello fu notevolmente danneggiato, anche se continuò ad essere utilizzato per diversi anni come prigione, prima del definitivo abbandono. In principio si trattava di una torre con un recinto in muratura alla base, poi durante la fase d'ampliamento fu creata una struttura a pianta quadrata, protetta da una cinta muraria come merlature a coda di rondine, ai cui angoli furono poste delle torri, ruotata di 45º. Nelle vicinanze della torre, addossata al muro di cinta fu costruita una casa signorile, che presentava un ampio salone in cui si aprivano delle finestre bifore in stile gotico permettendo di affacciarsi direttamente sulla città. La torre, completamente restaurata, è a pianta quadrata, alta 32 metri, nella quale si aprono diverse feritoie e la sommità circondata da una merlatura a coda di rondine.

Tra le chiese principali di Ninfa vanno ricordate quelle di Santa Maria Maggiore, San Biagio, San Giovanni, San Paolo, San Salvatore, San Pietro fuori le mura, Sant'Eufemia, Sant'Angelo, San Clemente, San Martino, San Quintino, San Leone, San Parasceve e San Vincenziano.

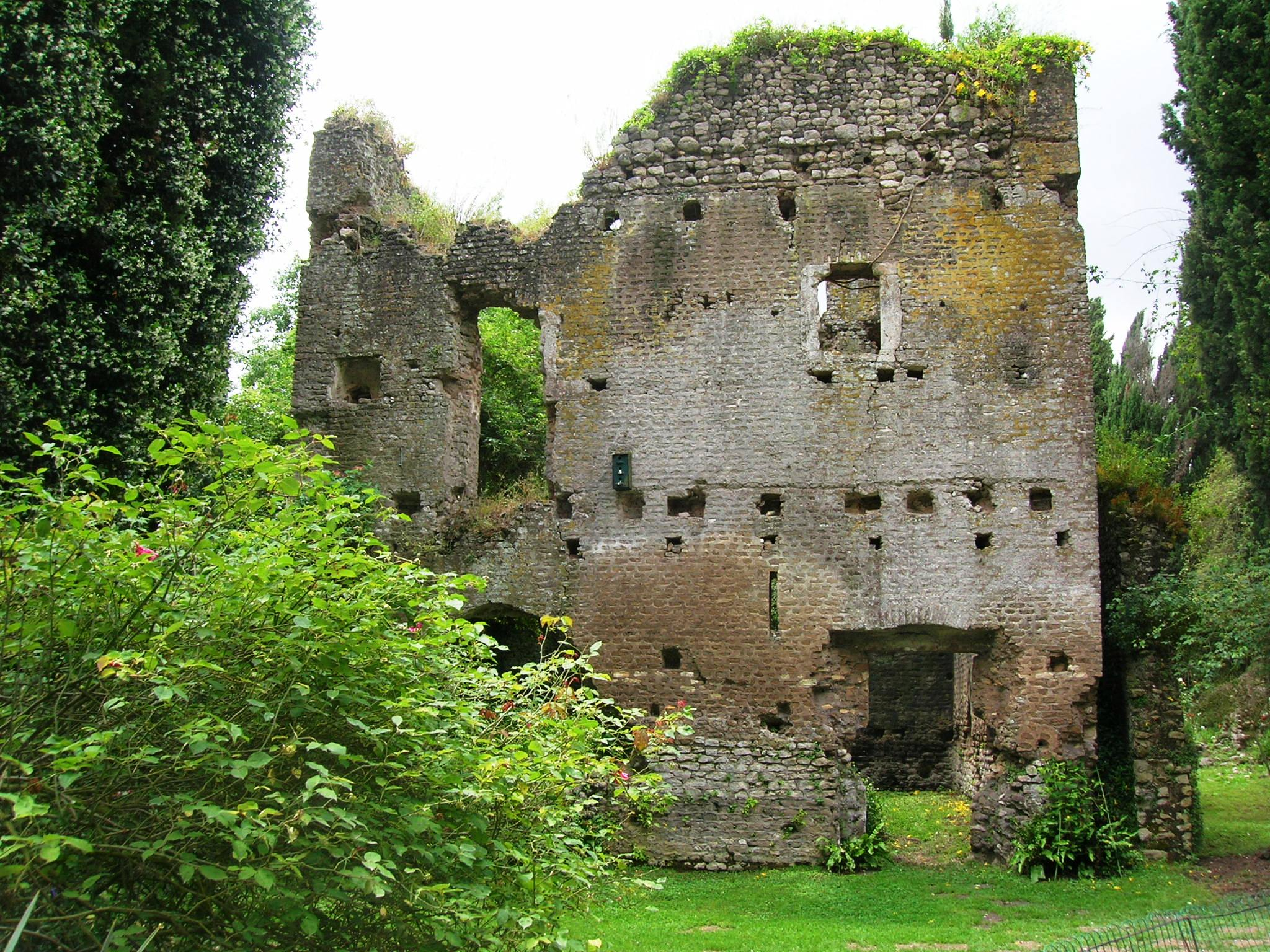
Rudere di una casa

 Santa Maria Maggiore era la chiesa principale del borgo e fu con molta probabilità costruita a partire dal X secolo e ampliata nella prima metà del XII secolo. Nel Quattrocento Onorato III provvide ad un restauro generale ed anche dopo la scomparsa di Ninfa restò in attività fino al XVI secolo, venendo poi abbandonata: oggi rimangono i ruderi del perimetro esterno, dell'abside e del campanile. Si trattava si una chiesa a tre navate: la navata centrale era coperta da un tetto a spiovente, mentre le due laterali avevano delle volte in muratura. L'abside è semicircolare e sono ancora riconoscibili due affreschi, uno raffigurante San Pietro, risalenti al 1160-1170: nella chiesa erano presenti anche altri affreschi recentemente staccati per essere conservati nel castello di Sermoneta; il campanile risale al XIII secolo ed è in stile romanico. La chiesa di San Giovanni è databile intorno all'XI secolo ed oggi ne rimangono soltanto alcuni ruderi che rendono difficile ricostruire la sua struttura originaria: con molta probabilità era a navata unica, con diverse cappelle laterali ed un'abside semicircolare, ancora oggi in parte visibile e su cui restano tracce di affreschi rappresentanti degli angeli, anche se fino all'inizio del Novecento si potevano osservare gli affreschi della guarigione di un cieco e la traslazione del corpo di un santo. La chiesa era dotata di un campanile, ancora oggi esistente, ma la cui sommità è crollata, risalente al XIII secolo ed alto una decina di metri. È del XII secolo la chiesa di San Biagio, posta presso le mura, tanto da costringere ad una loro deviazione durante i lavori di costruzione per permettere di farla rientrare all'interno della città: si tratta di una struttura molto piccola, con un'unica navata e abside semicircolare; ora esposti al castello di Sermoneta, la chiesa era affrescata con un dipinto raffigurante il Cristo in Gloria ed un altro la Vergine tra gli Apostoli, risalenti al XII o al XIII secolo. La chiesa di San Giovanni fuori le mura, così chiamata poiché si trovava a qualche centinaio di metri fuori le mura ninfine, è ubicata nei pressi del lago. Venne ampliata nel XIII secolo, seguendo uno stile gotico: si tratta di una chiesa abbastanza grande, costituita da tre navate e con un'abside in opus reticolatum ed inserti in cotto, affrescata con una Teofania, risalente al XII - XIII secolo, di cui si notano ancora angeli, il bordo decorato e drappeggi.

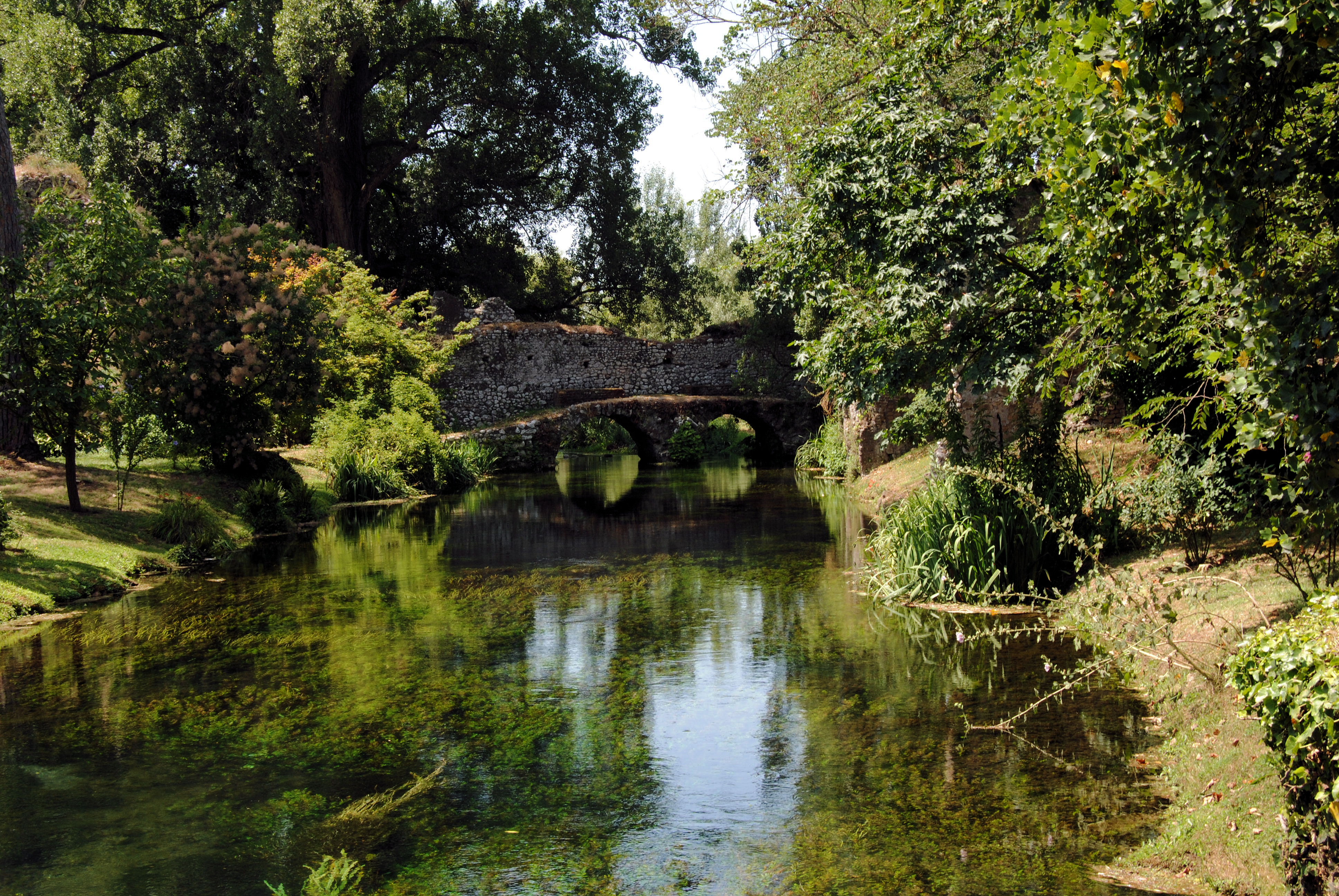
Il ponte del macello

Nei pressi di Ninfa sorgevano due monasteri. Il primo, chiamato di Marmosolio, si trovava nella zona di Vaccareccia, fu costruito nell'XI secolo e passò nelle mani dei cistercensi nel XII secolo per essere poi distrutto nel 1171. Il secondo invece era chiamato di Santa Maria di Monte Mirteto e fu fondato nel 1216 nelle vicinanze di una grotta, dedicata dal 1183 a San Michele arcangelo, che durante il XII secolo era diventata luogo di pellegrinaggio: la grotta fu affrescata nel corso del XIV secolo e di tali dipinti oggi rimangono solamente pochissime tracce. Con il passare degli anni il monastero si arricchì notevolmente sia economicamente che di opere d'arte, fino al 1432 quando papa Eugenio IV lo unì al monastero di Santa Scolastica di Subiaco, cadendo ben presto in rovina. Nel 1703 un terremoto distrusse completamente la chiesa e, anche se poco dopo venne ricostruita, fu definitivamente abbandonata e trasformata in un magazzino.
Il fiume Ninfa era attraversato nel borgo da tre ponti, di cui uno di epoca romana, il più antico, ed un altro chiamato del Macello: si tratta di un ponte a due campate, costruito a ridosso delle mura difensive e sul suo nome esistono due ipotesi. La prima vuole che durante una battaglia, i combattenti nemici cercarono di entrare in città passando proprio attraverso il fiume, ma all'altezza del ponte i ninfini li colpirono con numerose lance rendendo l'acqua di colore rossa a causa del sangue versato; la seconda ipotesi, molto più probabile, è che nei pressi del ponte sorgesse un edificio dedicato alla macellazione della carne, andato completamente perduto.

## Giardino

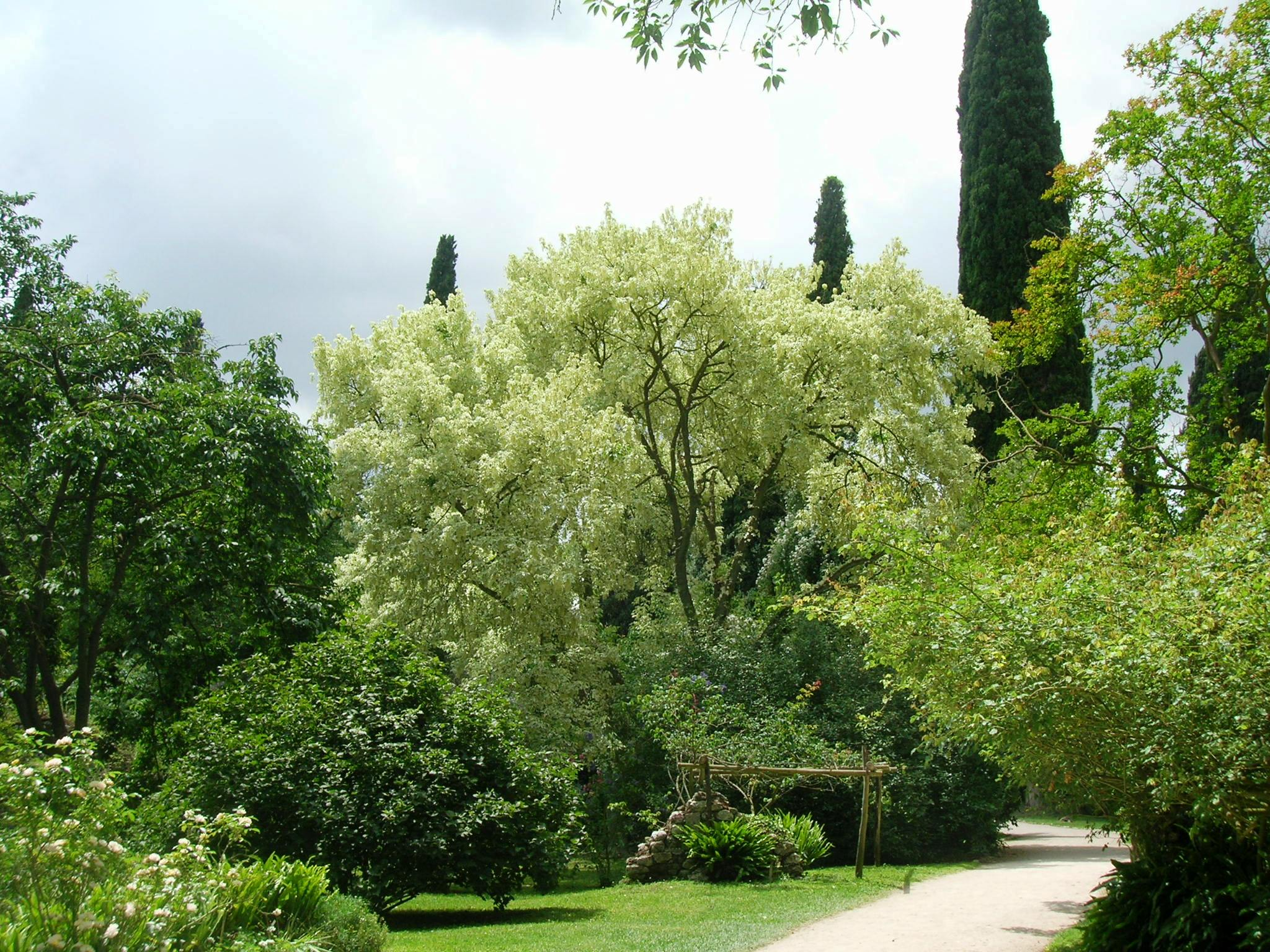
Acero americano (Acer negundo)

Il giardino, della grandezza di otto ettari, è un giardino all'inglese che ospita al suo interno oltre un migliaio di piante ed è attraversato da numerosi ruscelli d'irrigazione oltre che dal fiume Ninfa: il fiume prende origine dall'omonimo laghetto di natura risorgiva e scorreva, fino alla bonifica integrale, per oltre 40 chilometri nell'agro pontino nel primo tratto col nome Ninfa e poi col nome Sisto, fino a sfociare tra Terracina ed il Circeo; a partire dagli anni '30 le acque risorgive sono state tuttavia deviate, poco a sud del giardino, nel corso del Collettore delle Acque Medie, separandole quindi dal corso del Ninfa/Sisto. Nelle acque dell'alto corso del Ninfa vive la Trota macrostigma, localmente conosciuta anche con il nome di Trota di Ninfa.
Nei pressi della chiesa di San Giovanni è possibile osservare un noce americano, diversi meli ornamentali, un acero giapponese a foglia rosa, un faggio rosso, un acero a foglie bianche e un pino a foglie di color argento. Alla spalle della chiesa di Santa Maria Maggiore una bignonia gialla, un gruppo di yucca e diversi roseti, mentre presso la facciata principale si trova un cotinus coggygria, chiamato anche albero della nebbia, con delle infiorescenze a piumino rosa, simili a zucchero filato ed un cedro sul cui tronco è poggiata una tillandsia, pianta senza radici che ricava il nutrimento dall'umidità dell'aria. Lungo il viale dei cipressi delle erythrina crista-galli, fiori di colore scarlatto simili ad uccelli tropicali, mentre lungo il viale delle lavande dei ciliegi penduli, un pino dell'Himalaya, dei banani, un pino messicano ed un'acacia sudamericana. Nella zona dedicata al giardino roccioso si trovano iberis, eschscholzia, veronica, alyssum, aquilegia, dianthus e melograni nani. Vicino al ponte del macello si trovano clematis armandii a fiori viola, ortensie rampicanti, aceri, un pioppo; proseguendo lungo il fiume si incontra un boschetto di noccioli, un acer saccharinum e un liriodendron tulipifera, chiamato anche albero dei tulipano.

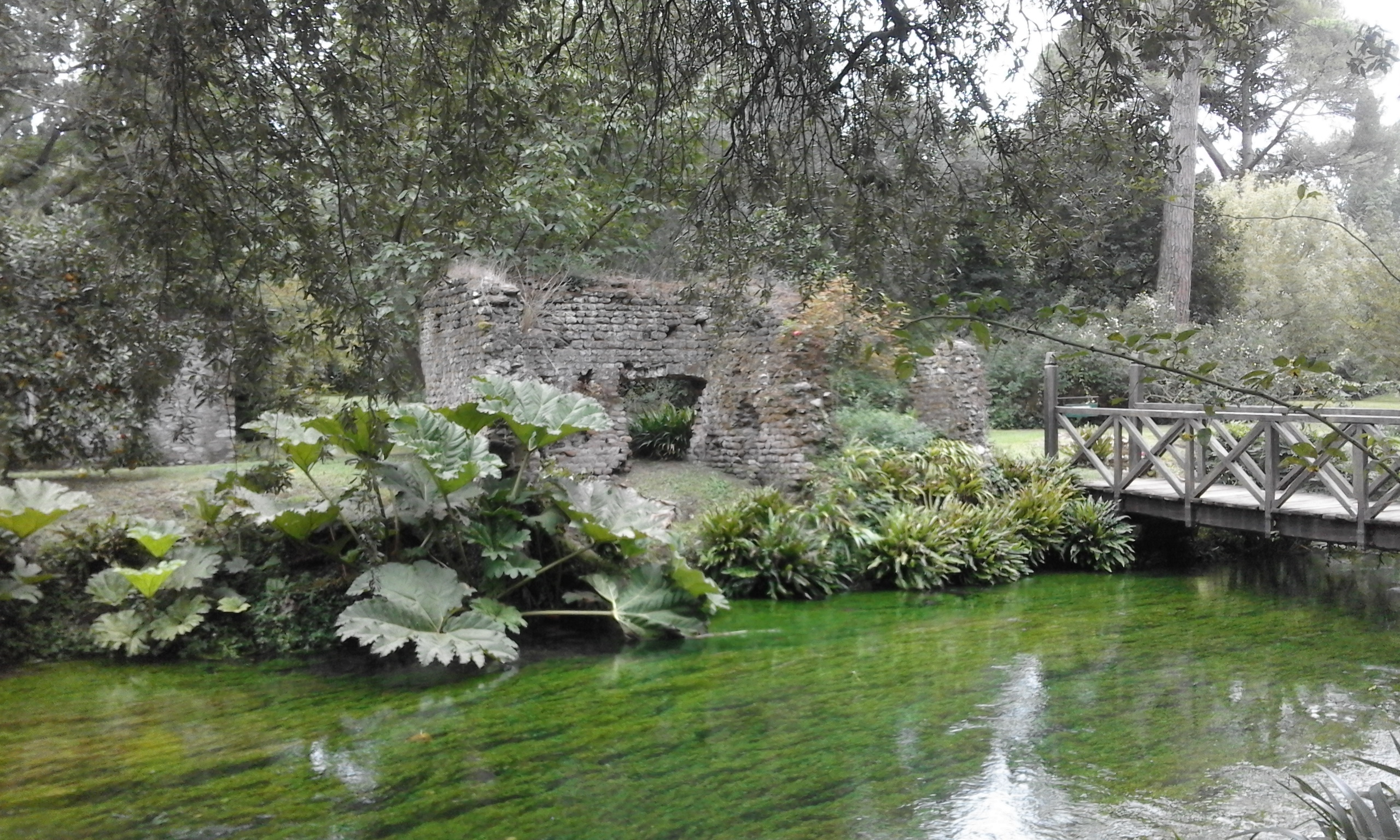
Gunnera manicata presso il ponte di legno.

Nei pressi del ponte romano una photinia serrulata, gelsomini, glicini e prima di arrivare al ponte di legno un gruppo di bambù provenienti dalla Cina. Al ponte di legno è posta una gunnera manicata, tipica degli ambienti fluviali brasiliani, dei papiri, un cedro ed una casuarina tenuissima, proveniente dall'Australia. Sul municipio una lonicera involucrata, mentre davanti al castello una magnolia stellata.
A partire dal 1976, su un'area di circa 1.800 ettari intorno al giardino, è nata un'oasi del WWF che mira alla protezione della fauna nel comprensorio di Ninfa: è stato realizzato un impianto boschivo ed un sistema di aree umide per agevolare la sosta e la nidificazione dell'avifauna ed allo stesso tempo si è cercato di ricreare, su un'area di quindici ettari, la vegetazione tipica della zona, ossia quella prettamente paludosa, già esistente fino agli anni trenta, prima che la zona pontina venisse del tutto bonificata. L'area si trova sulla traiettoria di una delle principali rotte migratorie percorse da uccelli che, provenienti dai paesi africani, si trasferiscono in varie aree dell'Europa. Dopo la creazione dell'oasi, nella zona si sono registrati arrivi di alzavole, germani reali, canapiglie, aironi, pavoncelle e alcune specie di rapaci.

## Premi
Nel 2018-2019 l'European Garden Heritage Network gli ha conferito il secondo premio nella categoria "Europe's Heritage of gardens and gardening".